# Кугушев, Григорий Васильевич
Князь Григо́рий Васи́льевич Кугу́шев (5 [17] марта 1824, село Акаево — 21 сентября [3 октября] 1871, Москва) —  русский писатель, драматург, поэт из рода Кугушевых.
Автор имевших успех комедий: «Голубой капот» («Пантеон», 1851), «Комедия без названия» (там же, 1852), «Кохинка» (под псевдонимом Беляев) и др. Кроме того, написал: «Корнет Отлетаев» («Русский вестник» 1856 и отд. М. 1858); «Пыль» («Русский вестник» 1856 и отд. М. 1858); «Странник», эскиз провинциальной жизни («Отечественные записки» 1857, т. 112); «Постороннее влияние», роман (М. 1858—1859, четыре части). В своих произведениях Кугушев показал несомненную наблюдательность, а «Корнет Отлетаев» до сих пор пользуется некоторой популярностью, благодаря живо нарисованному типу кавалериста — бесшабашного прожигателя жизни. Кугушев умер в 1871.